# Tigtone
Tigtone è una serie televisiva animata statunitense del 2019, creata da Andrew Koehler e Benjamin Martian. La serie è stata prodotta da Babyhemyth Productions insieme a Titmouse, Inc. e Williams Street.
Basata sul cortometraggio indipendente The Begun of Tigtone del 2014 creato da Koehler e Martian con Zack Wallenfang, l'impostazione della serie non è altro che una parodia dei cliché e delle metafore del genere fantasy medievale, con occasionali riferimenti steampunk. Combinando l'arte fantasy altamente definita e dipinta a mano, le performance di motion capture, l'animazione 2D e gli effetti visivi pseudo-3D, la serie si avvale di un nuovo stile radicale originale, creando un universo meraviglioso e al coltempo inquietante.
Il 14 maggio 2018, Adult Swim ha mandato in onda l'episodio pilota di Tigtone.
La serie è stata trasmessa per la prima volta negli Stati Uniti su Adult Swim dal 14 gennaio 2019 al 12 ottobre 2020, per un totale di 20 episodi ripartiti su due stagioni.

## Trama
Tigtone è un avventuriero forte e ipersensibile con un debole per le missioni. Risiede nel surreale regno medievale di Propecia, governato dal suo monarca a due teste King Queen che è regolarmente affiancato dal loro effeminato uomo-bambino Prince Lavender e dal loro inserviente sfruttato Command-Or Mathis. Accompagnato dal suo fidato e spesso sacrificabile compagno Helpy, Tigtone accetta regolarmente compiti e incarichi che lo portano in varie località di Propecia, massacrando numerosi nemici lungo la sua strada.

## Episodi
| Stagione         | Episodi | Prima TV USA | Prima TV Italia |
| ---------------- | ------- | ------------ | --------------- |
| Prima stagione   | 10      | 2019         | inedita         |
| Seconda stagione | 10      | 2020         | inedita         |

## Personaggi e doppiatori

### Personaggi principali
- Tigtone (stagioni 1-2), doppiato da Nils Frykdahl (da adulto) e da Cree Summer (da bambino).
Il protagonista della serie. È un avventuriero errante con un'ossessione per le missioni.
- Helpy (stagioni 1-2), doppiato da Debi Derryberry.
Il compagno di Tigtone i cui poteri rigenerativi lo rendono sfruttato e maltrattato, nonostante lui e Tigtone siano diventati amici. In seguito, Helpy avrebbe rivelato di aver usato le missioni di Tigtone per raccogliere gli oggetti di cui aveva bisogno per il suo padrone, The Greater Good, solo per essere tradito e fare ammenda con Tigtone.
- King-Queen (stagioni 1-2), doppiato da Bill Corbett (King) e Lucy Davis (Queen).
Il sovrano a due teste di Procepia. Una testa è maschio mentre l'altra testa è femmina.
- Lore Mastra (stagioni 1-2), doppiata da Cree Summer.
- Prince Lavender (stagioni 1-2), doppiato da Jeffrey Combs.
L'uomo-bambino effeminato di King Queen.
- Command-Or Mathis (stagioni 1-2), doppiato da Trace Beaulieu.
L'inserviente di King Queen.

### Personaggi ricorrenti
- Memory Gnome (stagioni 1-2), doppiato da Gary Anthony Williams.
Uno gnomo della memoria che fa emergere alcuni ricordi a Tigtone.
- Lord Festus (stagioni 1-2), doppiato da Sid Haig (episodio pilota) e John DiMaggio.
Il cattivo ricorrente della serie.
- Beconka (stagioni 1-2), doppiata da Cree Summer.
- Spaceress (stagione 2), doppiata da Maria Bamford.

## Trasmissione internazionale
- 14 gennaio 2019 negli Stati Uniti su Adult Swim;
- 17 maggio 2021 in Africa su Showmax.[2]